# Dulichium arundinaceum
Dulichium arundinaceum là loài thực vật có hoa trong họ Cói. Loài này được (L.) Britton mô tả khoa học đầu tiên năm 1894.

## Hình ảnh

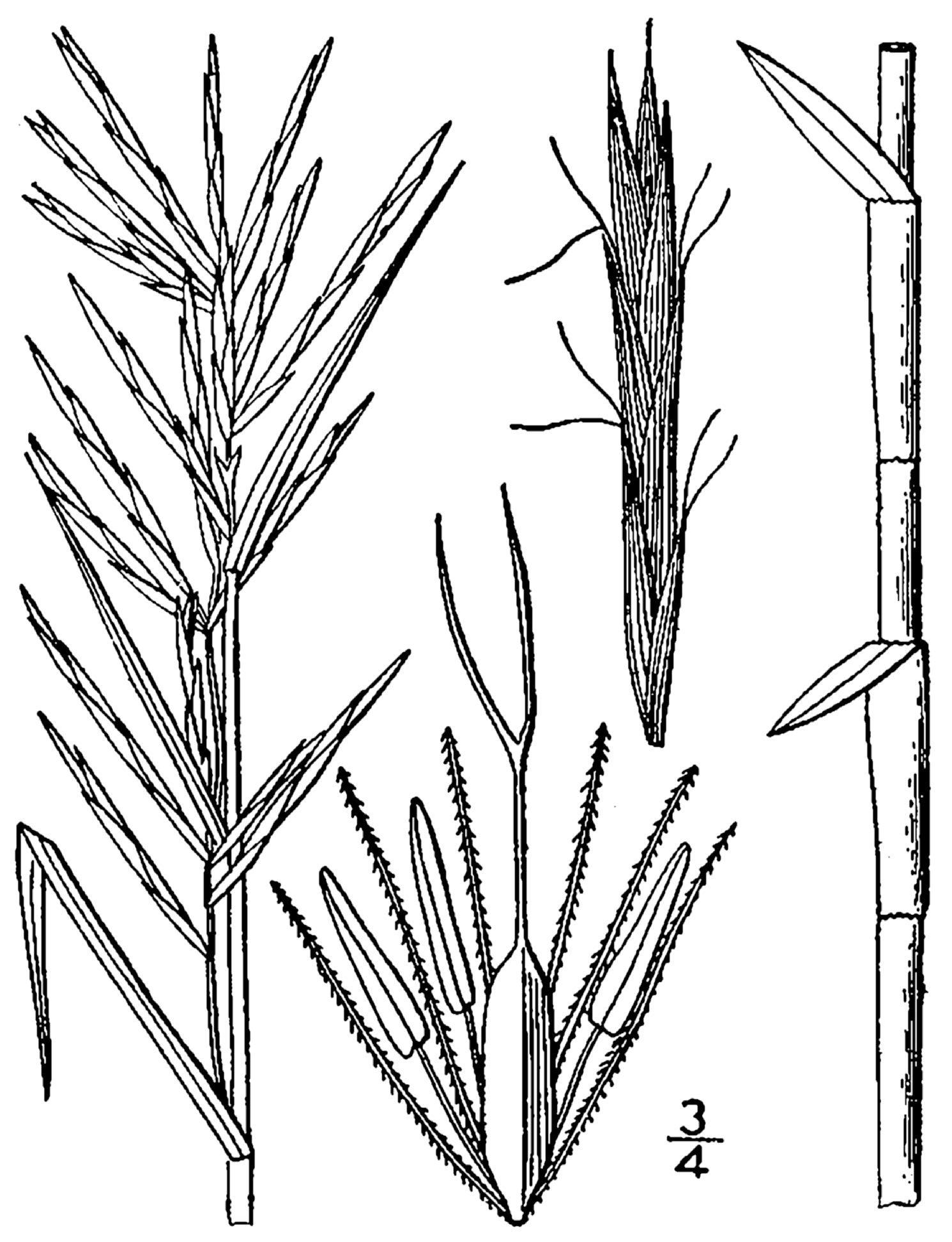
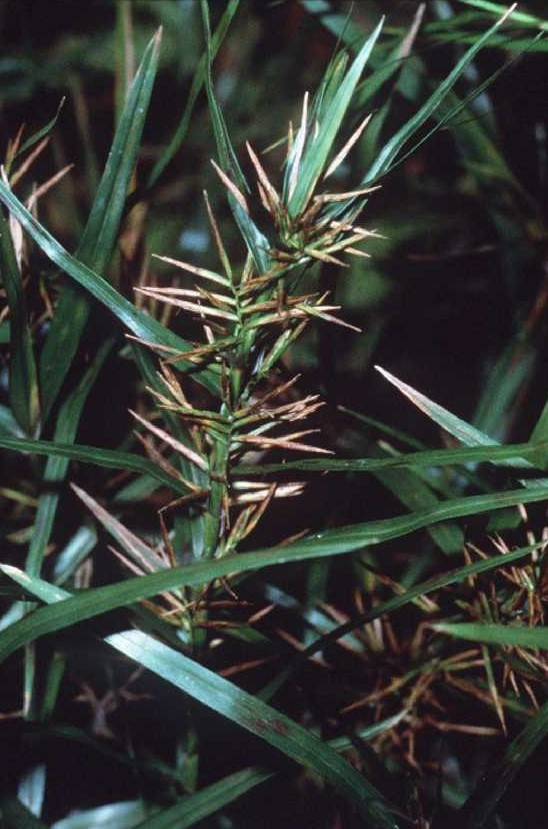
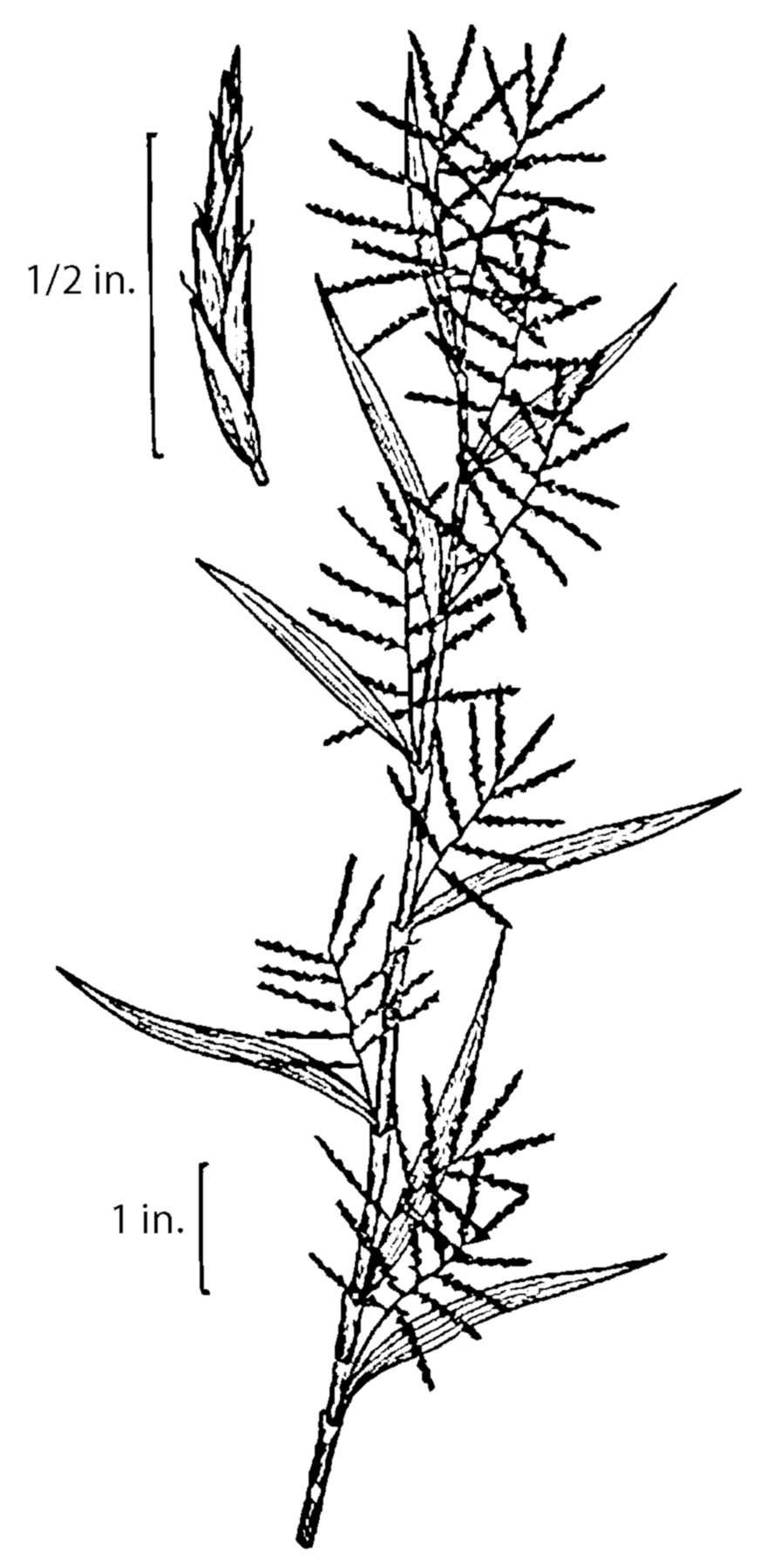